# 石楼県
石楼県（せきろう-けん）は中華人民共和国山西省呂梁市に位置する県。

## 歴史
前漢により設置された土軍県を前身とする。後漢に廃止されたが、南北朝時代になると北魏により嶺西県として再設置された。497年（太和21年）に吐京県と改称、隋代になると598年（開皇18年）に石楼県と改称され現在に至る。

## 行政区画
- 鎮:霊泉鎮、羅村鎮、義牒鎮、小蒜鎮、辛関鎮
- 郷:竜交郷、和合郷、曹家垣郷、裴溝郷